# الکساندر شولیوخین
الکساندر شولیوخین (اوکراینی: Олександр Анатолійович Шевелюхін؛ زادهٔ ۲۷ اوت ۱۹۸۲) بازیکن فوتبال اهل اوکراین است.
از باشگاه‌هایی که در آن بازی کرده‌است می‌توان به باشگاه فوتبال کریفباس کریفیی ریه، باشگاه فوتبال ماریوپول، باشگاه فوتبال گورنیک زابژه، باشگاه فوتبال اوورلا اوژهورود، و باشگاه فوتبال فورسکلا پولتاوا اشاره کرد.